# District de la Netze

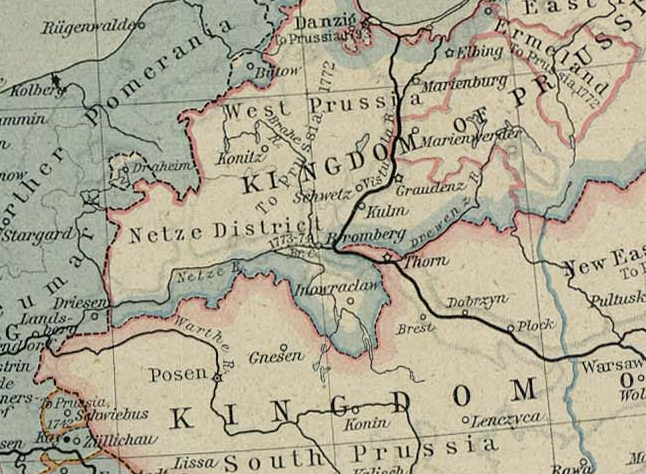
Détail d'une carte d'Europe. Le district de la Netze apparaît au niveau du cours de la Notec

Le district de la Netze (en allemand : Netzedistrikt ; en polonais : Obwód Nadnotecki) est un territoire du royaume de Prusse de 1772 à 1807. Il devait son nom à la Noteć (en allemand : Netze) qui le traversait.

## Histoire
Par le traité de Varsovie du 18 septembre 1773, le roi de Pologne cède au roi de Prusse les territoires que celui-ci avait fait occupé par lettre patente du 13 septembre 1772. 
Par le traité de Tilsit du 9 juillet 1807, le roi de Prusse renonce à la majeure partie du district.